# خوان کارلوس کاستیلا زنوبی
خوان کارلوس کاستیلا زنوبی (انگلیسی: Juan Carlos Castilla Zenobi؛ زادهٔ تاریخ ورودی نامعتبر است) زیست‌شناس اهل شیلی است.
وی همچنین برندهٔ جوایزی همچون برنامه فولبرایت شده‌است.